# Tricentrus bovillus
Tricentrus bovillus är en insektsart som beskrevs av William Lucas Distant. Tricentrus bovillus ingår i släktet Tricentrus och familjen hornstritar. Inga underarter finns listade i Catalogue of Life.